# 細田由里子
細田 由里子（ほそだ ゆりこ）は、日本の女子ムエタイ選手、プロキックボクサー。WSRフェアテックスジム所属。

## 来歴
WSRフェアテックスジムに入門後、プロのムエタイ選手としてデビュー。M-1ムエタイチャレンジやJ-GIRLSに出場し、活躍。